# Jean-Baptiste Le Prince
Jean-Baptiste Le Prince, född 17 september 1734, död 30 september 1781, var en fransk grafiker.
Le Prince var elev till François Boucher, vars målningar han efterbildade i olja och gravyrer. Le Prince anses som upptäckare av akvatintatekniken som han använde för att mångfaldiga sina under ett uppehåll i Ryssland laverade skisser.